# Chuquiraga
Chuquiraga là một chi thực vật có hoa trong họ Cúc (Asteraceae).

## Loài
Chi Chuquiraga gồm các loài: